# Igreja de Santo Estêvão (Entrammes)
A Igreja de Santo Estêvão (em francês:  Église Saint-Étienne d'Entrammes) é uma pequena igreja católica situada no território da comuna de Entrammes, no departamento de Mayenne. É a igreja paroquial da comuna de Entrammes.

## História
A primeira igreja foi construída acima das ruínas das termas galo-romanas (encotradas somente em 1987).
Hoje, da antiga igreja paleocristã, só ficou uma escada que leva ao presbitério e a base do púlpito.

## Outras imagens

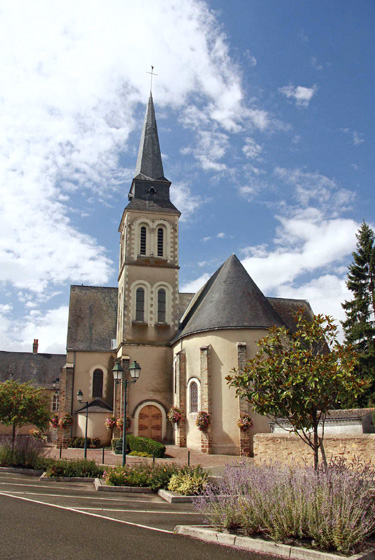
A igreja na primavera
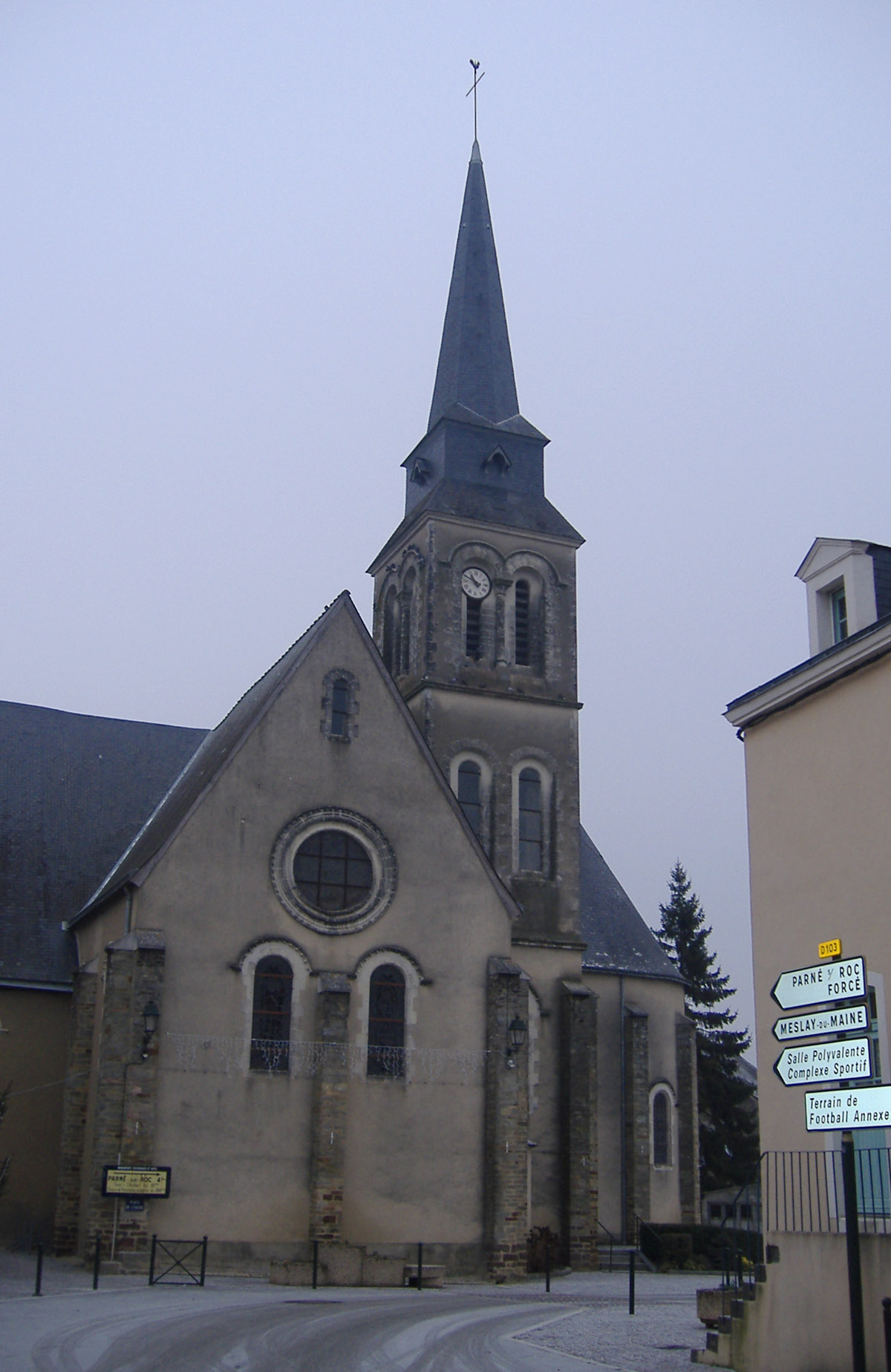
A igreja no inverno